# Anna Schneider (Journalistin)

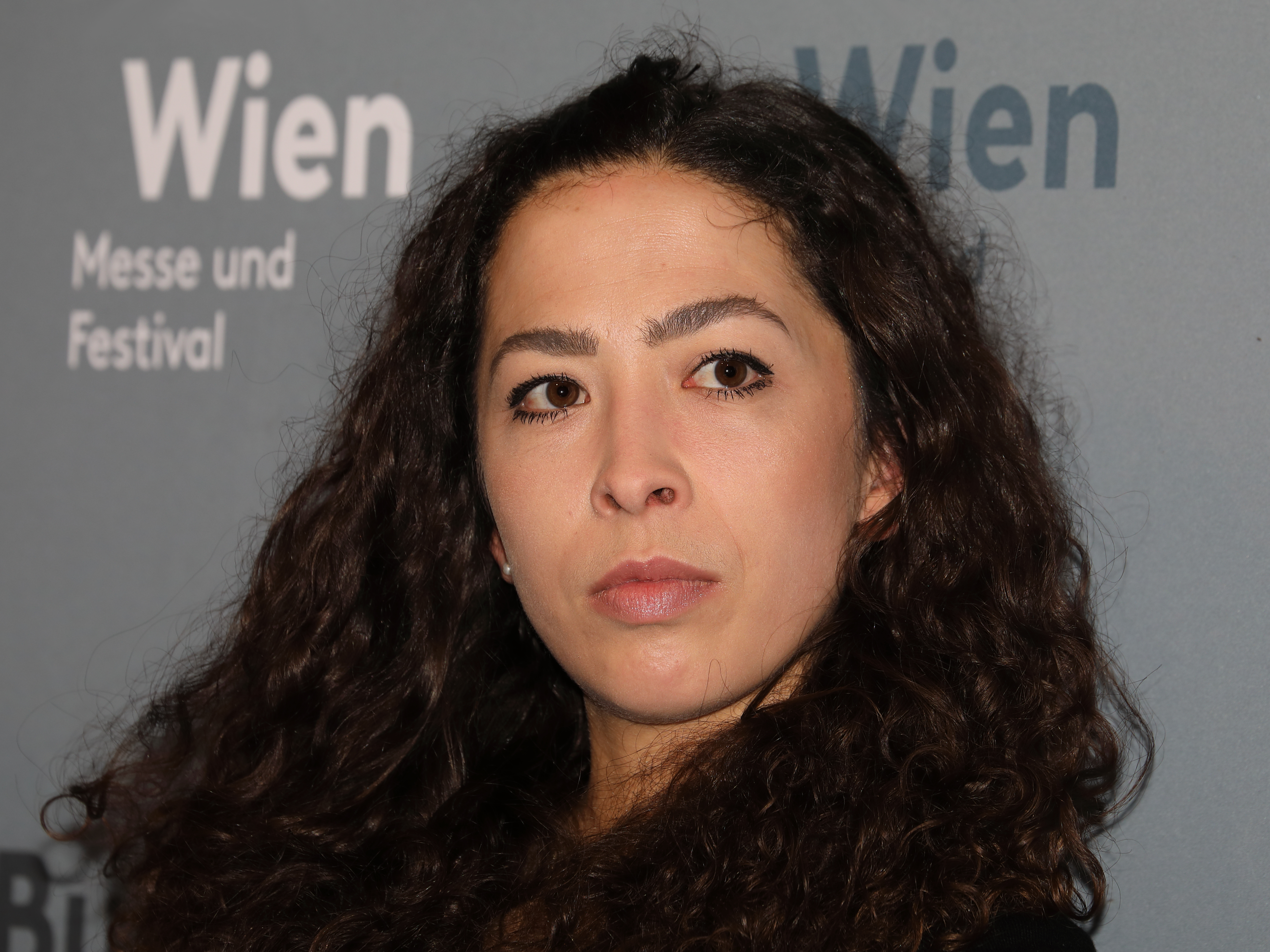
Anna Schneider (2023)

Anna Schneider (* 1990 in Klagenfurt) ist eine österreichische Journalistin und Autorin. Seit Juni 2021 schreibt sie als „Chefreporterin Freiheit“ Kommentare bei der deutschen Tageszeitung Die Welt.

## Leben
Anna Schneider wuchs im Waldviertel auf. Sie hat eine Zwillingsschwester.
Von 2008 bis 2012 absolvierte sie an der Universität Wien ein Diplomstudium der Rechtswissenschaft (Magister iuris) und von 2013 bis 2016 ein Bakkalaureatsstudium in Kunstgeschichte. Von 2010 bis 2013 war sie Studienassistentin am Institut für Rechtsgeschichte und Recht der Wirtschaft, darauffolgend externe Dozentin und Universitätsassistentin (prae doc) am Institut für Staatsrecht der Universität Wien.
Von 2014 bis 2017 arbeitete sie als Referentin für Verfassung und Menschenrechte im Parlamentsklub der österreichischen Partei NEOS. Sie war 2017 Gründungsmitglied der österreichischen Medien- und Rechercheplattform Addendum (2020 aufgelöst) und leitete dort bis September 2019 das Innenpolitikressort und das Politische Feuilleton. Im November 2019 wurde sie Redakteurin im Berliner Büro der Neuen Zürcher Zeitung. Seit Juni 2021 arbeitet sie bei der Tageszeitung Die Welt in der Position als „Chefreporterin Freiheit“. Sie ist keinem Ressort unterstellt, schreibt Kommentare und bezeichnet sich selbst als Kolumnistin.
Schneider war Gast in mehreren Polit-Talkshows bei ARD und ZDF, unter anderem bei Maybrit Illner und Markus Lanz, und Interview-Partnerin des ZDF-Morgenmagazins, des Deutschlandfunks, des WDR und bei Agenda Austria. In ihrem 2022 erschienenen Buch Freiheit beginnt beim Ich. Liebeserklärung an den Liberalismus beschäftigt sie sich unter anderem mit Ideen von Ayn Rand, John Stuart Mill, Friedrich August von Hayek, Ludwig von Mises, Murray Rothbard und Milton Friedman.
Schneider lebt in Berlin. Sie ist gewollt kinderlos und sieht Kinder als „Inbegriff von Unfreiheit“.

## Rezeption
Elena Witzeck schrieb in der Frankfurter Allgemeinen Zeitung, Anna Schneiders „Ressort namens Freiheit“ diene dazu, den Leser in seinem „autonomen Lifestyle“ zu bestätigen und mit einer Weltanschauung des „Widerstands gegen den sogenannten Kollektivismus“ zu versorgen. Sie attestierte Schneider ein inkonsistentes Menschenbild. Individuen seien bei ihr unreflektiert und schwach und lehnten sich sofort zurück, wenn Hilfe angeboten würde. Sie ließen sich „vom deutschen Staat verwöhn[en] und bevormunde[n]“. Dadurch verlernten sie die „Selbstbestimmung irgendwann völlig“. Es sei fraglich, wie Vertrauen gegenüber solchen Individuen eingefordert werden könne.
Laut Focus war Schneiders Buch dagegen ein „notwendiger Zwischenruf in einer Zeit, in der der Ruf nach »Solidarität« und »Zusammenhalt« immer lauter wird. Wobei diejenigen, die am lautesten rufen, oft die gleichen sind, die am lautesten Stimmung machen gegen »Besserverdiener« und »Reiche«.“ Schneider empfinde Verbote und Fremdbestimmung im Gegensatz zu vielen Deutschen nicht als Erleichterung, sondern setze dem Wir das Ich entgegen, das totalitäre Ideologien kleinmachen und dem Wir unterordnen wollten. Sie sehe Menschen als Gestalter ihres eigenen Schicksals und nicht als Opfer der Gesellschaft. Ihr Buch sei „ein Mutmacher-Buch, das eigene Schicksal in die Hand zu nehmen, statt auf den Staat zu vertrauen“. Die Frankfurter Neue Presse nannte Schneider im Februar 2023 eine der „profiliertesten, aber auch am häufigsten kritisierten journalistischen Stimmen der Gegenwart“.
Im Onlinemagazin Übermedien warf Stefan Niggemeier Schneider im Juni 2021 vor, „liberale Aktivisten mit falschen Behauptungen zu diffamieren“ und journalistische Grenzen auszutesten und sprach von einem „Tiefpunkt für den deutschen Journalismus“. René Martens ordnete den Titel „Chefreporterin Freiheit“ im Medium Magazin als unfreiwillig lustige Jobbezeichnung ein; er würde an „Anglizismen à la ‚Head of dit und dat‘“ erinnern. Man könne jedoch bei Ein-Personen-Abteilungen, von denen es in Medienhäusern nicht wenige gebe, durchaus sagen, dass die Personen Chef ihres Ressorts seien.
Schneider gehörte zu den Gegnerinnen der Corona-Lockdowns. Jens Buchholz sah sie im November 2022 in der Frankfurter Rundschau als Repräsentantin des libertären Autoritarismus, den Oliver Nachtwey und Carolin Amlinger in ihrem Buch Gekränkte Freiheit. Aspekte des libertären Autoritarismus mit Bezug auf die Querdenkerszene thematisierten.

## Buch
- Freiheit beginnt beim Ich: Liebeserklärung an den Liberalismus. dtv, München 2022, ISBN 978-3-423-29046-3.